# Xã Union Center, Quận Elk, Kansas
Xã Union Center (tiếng Anh: Union Center Township) là một xã thuộc quận Elk, tiểu bang Kansas, Hoa Kỳ. Năm 2010, dân số của xã này là 103 người.